# Brett Cousins
Brett Cousins es un actor australiano, conocido por haber interpretado a Ben Atkins en la serie Neighbours y por sus participaciones en teatro.

## Biografía
Brett está casado y tiene un hijo. Es miembro fundador de la compañía "Red Stitch Actors Theatre".

## Carrera
El 9 de abril de 1997 se unió al elenco de la popular serie australiana Neighbours donde interpretó a Ben Atkins, el hermano adoptivo de Lance Wilkinson, Anne Wilkinson, Nicholas Atkins y Caitlin Atkins hasta el 26 de junio de 1998 después de que su personaje decidiera irse de Erinsborough y mudarse a Sídney.
En 2000 apareció en un episodio de la popular serie norteamericana JAG, donde interpretó a O'Connor. Ese mismo año interpretó al consultante de tráfico Brett en el episodio "Job Search" de la serie The Games. En 2002 apareció en la serie policíaca Stingers, donde interpretó a Steve Sinclair, ese mismo año interpretó al doctor Simon Kenmore en la serie MDA. En 2005 interpretó a David Marburg en la serie policíaca Blue Heelers, anteriormente había aparecido por primera vez en la serie en 2001, cuando interpretó al oficial Peter Sullivan durante el episodio "Dinosaurs".
En 2011 apareció en la película para la televisión Underbelly Files: The Man Who Got Away, donde interpretó a Charles Maxwell McCready. En 2012 interpretó al sargento de la policía Brent en un episodio de la serie Miss Fisher's Murder Mysteries. Ese mismo año interpretó a Alan Morris en Howzat! Kerry Packer's War y apareció como invitado en la serie Winners & Losers dando vida a Glenn Young, el padre de la estudiante Tilly Young (Lara Robinson).

## Filmografía
Series de televisión
| Año         | Serie                          | Personaje         | Notas                                   |
| ----------- | ------------------------------ | ----------------- | --------------------------------------- |
| 2012        | Winners & Losers               | Glenn Young       | 3 episodios                             |
| 2012        | Howzat! Kerry Packer's War     | Alan Morris       | episodio # 1.2                          |
| 2012        | Miss Fisher's Murder Mysteries | Sargento Brent    | episodio "Murder on the Ballarat Train" |
| 2009        | Whatever Happened to That Guy? | Abogado           | episodio "Charity"                      |
| 2009        | City Homicide                  | Nathan Cole       | episodio "Stolen Sweets"                |
| 2005        | Blue Heelers                   | David Marburg     | episodio "The Party's Over"             |
| 2003        | The Secret Life of Us          | Jeremy            | episodio "Fair Play"                    |
| 2002        | Marshall Law                   | Petley            | episodio "The Samovar"                  |
| 2002        | Stingers                       | Steve Sinclair    | 2 episodios                             |
| 2002        | MDA                            | Dr. Simon Kenmore | episodio "Fire and Rain"                |
| 2000        | The Games                      | Brett             | episodio "Job Search"                   |
| 2000        | JAG                            | O'Connor          | episodio "Boomerang: Part 1"            |
| 1997 - 1998 | Neighbours                     | Ben Atkins        | 99 episodios                            |

Películas
| Año  | Título                                 | Personaje                | Notas                                                                                           |
| ---- | -------------------------------------- | ------------------------ | ----------------------------------------------------------------------------------------------- |
| 2014 | The Menkoff Method                     | Phil                     | junto a Noah Taylor, Robert Taylor, David Whiteley, Catherine McClements & Lachlan Woods        |
| 2011 | Human Resources                        | Jim McKay                | corto - junto a Tom Heath & James O'Connell                                                     |
| 2011 | Underbelly Files: The Man Who Got Away | Charles Maxwell McCready | junto a Toby Schmitz, Claire van der Boom, Aaron Jeffery, Brendan Cowell & Josh Lawson          |
| 2010 | The Winking Boy                        | Enfermero                | corto - junto a Alan King, Shane Luther, Zoe Bertram & Louise Mullavey                          |
| 2009 | Runaway                                | Hombre                   | corto - junto a Beatrice Bradley, Portia Bradley, Tom McCathie & Susan Strafford                |
| 2007 | Eric James Is a Has-Been               | Eric James               | corto - junto a John Paton, Geno Carrapetta & Paul Slattery                                     |
| 2001 | My Brother Jack                        | Teniente                 | junto a Matt Day, Simon Lyndon, Claudia Karvan, William McInnes, Raelee Hill & Felix Williamson |
| 2000 | Bootmen                                | Oficial de Policía       | junto a Lisa Perry, Sam Worthington, Adam Garcia, Bruce Venables & William Zappa                |

Dirección
| Año  | Título             | Notas                       |
| ---- | ------------------ | --------------------------- |
| 2004 | Year of the Family | obra - gerente de dirección |

Teatro
| Año        | Obra                                | Personaje       | Director (a)      | Teatro                    | Notas                                                            |
| ---------- | ----------------------------------- | --------------- | ----------------- | ------------------------- | ---------------------------------------------------------------- |
| 2012       | Stockholm                           | Todd            | Tanya Gerstle     | Red Stitch Actors Theatre | junto a Luisa Hastings Edge                                      |
| 2011       | The Aliens                          | Jasper          | Nadia Tass        | Red Stitch Actors Theatre | junto a David Harrison & Brett Ludeman                           |
| 2010       | Creditors                           | Adolph          | David Bell        | Red Stitch Actors Theatre | junto a Kat Stewart & Dion Mills                                 |
| 2010       | Farragut North                      | Stephan Bellamy | Kim Durban        | Red Stitch Actors Theatre | junto a Adrian Dean, Tim Potter & David Whiteley                 |
| 2008       | Marie Antoinette-The Colour Of Fles | Alexis de Ligne | Denis Moore       | Red Stitch Actors Theatre | junto a Olivia Connolly & Erin Dewar                             |
| 2008       | The Pain and the Itch               | Cash            | Gorkem Acaroglu   | Red Stitch Actors Theatre | junto a Fantine Banulski, Daniel Frederiksen & Sarah Sutherland  |
| 2007       | Motortown                           | Danny           | Laurence Strangio | Red Stitch Actors Theatre | junto a Richard Bligh, Dion Mills & David Whiteley               |
| 2007       | Jack Goes Boating                   | Clyde           | Alex Menglet      | Red Stitch Actors Theatre | junto a Ella Caldwell, Natalia Novikova & David Whiteley         |
| 2005, 2007 | The Shape of Things                 | Adam            | Tom Healey        | Red Stitch Actors Theatre | junto a Kate Cole, Kat Stewart & Simon Wood                      |
| 2006       | This Is How It Goes                 | -               | Wayne Chapple     | Red Stitch Actors Theatre | junto a Madeline French, Susie Godfrey & Christopher Kirby       |
| 2004       | Loyal Women                         | Mark            | -                 | Red Stitch Actors Theatre | junto a Ella Caldwell, Kat Stewart & David Whiteley              |
| 2004       | Some Voices                         | Ray             | Wayne Chapple     | Red Stitch Actors Theatre | junto a Richard Cawthorne, Dion Mills & David Whiteley           |
| 2003       | Done Deal                           | Holt            | Catherine Hill    | Red Stitch Actors Theatre | junto a Kat Stewart, Olivia Connolly & Daniel Frederiksen        |
| 2003       | Red Shorts                          | -               | Greg Carroll      | Red Stitch Actors Theatre | junto a Ella Caldwell, Laura Gordon, Dion Mills & David Whiteley |
| 2003       | Where's My Money?                   | Abogado         | Beng Oh           | Red Stitch Actors Theatre | junto a Kate Cole, Olivia Connolly, Kat Stewart & Dion Mills     |
| 2003       | The Wind in the Willows             | Otter           | Greg Carroll      | -                         | junto a Ben Anderson, Robert Jackson & Ross Mathers              |
| 2002       | The Play About the Baby             | -               | Kaarin Fairfax    | Red Stitch Actors Theatre | junto a Kat Stewart, Daniel Frederiksen & Laura Gordon           |
| 2002       | And Baby Makes Seven                | Peter           | Beng Oh           | Red Stitch Actors Theatre | junto a Ella Caldwell & Verity Charlton                          |
| 2002       | Dawn/Day/Dusk                       | -               | David Whiteley    | Red Stitch Actors Theatre | junto a Ella Caldwell, Kat Stewart & Daniel Frederiksen          |
| 2002       | Unidentified Human Remains...       | Kane            | Wayne Chapple     | Red Stitch Actors Theatre | junto a Olivia Connolly, Daniel Frederiksen & David Whiteley     |

## Premios y nominaciones
| Año  | Categoría                         | Premio           | Película/Obra   | Resultado |
| ---- | --------------------------------- | ---------------- | --------------- | --------- |
| 2011 | -                                 | Golden Ace Award | The Winking Boy | Ganadores |
| 2005 | Best Actor in Independent Theatre | Green Room Award | Some Voices     | Ganador   |